# Carlo III di Francia
Carlo III, detto il Semplice (17 settembre 879 – Péronne, 7 ottobre 929), fu re di Francia dall'898 e re di Lotaringia dal 911 fino al 922.

## Origine
Nacque figlio ultimogenito postumo di Luigi II il Balbo: re dei Franchi occidentali, di Lotaringia, di Provenza e di Aquitania e unico figlio della seconda moglie Adelaide del Friuli: figlia del conte di Parigi e marchese del Friuli Adalardo e della moglie di cui non si conoscono né il nome né gli ascendenti; queste informazioni sono state riportate dal cronista Reginone quando cita la morte di Luigi il Balbo.

## Biografia
Il 7 settembre 878 durante l'incoronazione di suo padre a Troyes il papa si rifiutò di incoronare la sua nuova moglie Adelaide del Friuli come regina dei Franchi occidentali in quanto non aveva approvato il divorzio da Ansgarda di Borgogna avvenuto nell'anno 875 per volere del padre di lui, re dei Franchi occidentali e futuro imperatore Carlo il Calvo.
Alla morte del padre avvenuta nell'879 sua madre Adelaide, che nel frattempo era incinta di Carlo il Semplice, mise in discussione la legittimità della successione al trono dei figli di primo letto che Luigi aveva avuto dalla prima moglie Ansgarda: Luigi e Carlomanno, questi accusarono di adulterio Adelaide del Friuli e salirono congiuntamante sui troni di Francia e di Aquitania essendo stati riconosciuti eredi legittimi con l'appoggio di Incmaro arcivescovo di Reims. Sua madre fu assolta dall'accusa di adulterio al termine di un lungo e difficile processo e così Carlo il Semplice fu riconosciuto figlio legittimo ed unico erede della corona di Francia, come sostiene l'Annalista Saxo; nel frattempo, però, sia Luigi (882) che Carlomanno (884) erano morti senza eredi e i grandi feudatari del regno preferirono appoggiare le pretese di Carlo il Grosso, in considerazione dell'età infantile del legittimo successore.
Nell'888 Carlo il Grosso morì lasciando tra gli altri titoli anche quello di re dei franchi occidentali. Secondo l'Herimanni Aug. Chronicon il conte di Parigi Oddone assunse il potere sulla Neustria e in Aquitania (Gallia usque ad Ligerim et in Aquitania),  Ademaro di Chabannes conferma che i Franchi congiurando contro il giovane Carlo il Semplice elessero loro re Oddone (definito duca d'Aquitania) e che questo venne incoronato re dei Franchi a Compiègne da Gualtiero, vescovo di Sens, il 29 febbraio 888. Tutto ciò avvenne a discapito di Carlo il Semplice legittimo erede al trono che nello stesso anno fu preso sotto la protezione di Ranulfo che dopo la deposizione dell'imperatore Carlo il Grosso a Bourges era stato eletto duca d'Aquitania essendo il precedente regnante titolare anche di quella terra. Ranulfo nell'889 riuscì a tenere testa a una campagna militare di Oddone che egli d'altronde non aveva riconosciuto come re d'Aquitania.

### Ascesa al trono

Regno di Carlo III il Semplice nell'898 (in rosso)

Il prestigio di Oddone declinò negli anni seguenti in seguito al fallimento dei suoi interventi per contenere le scorrerie dei Normanni e così nell'892 l'arcivescovo di Reims Folco il Venerabile raccogliendo attorno a sé tutti gli scontenti, tra cui i conti di Vermandois e di Fiandra, si mise ad organizzare la fronda contro Oddone e poi, approfittando dell'assenza di Oddone che era impegnato in Aquitania, ordì una congiura che portò Carlo il Semplice ad essere incoronato come "Carlo III" re dei Franchi occidentali nella Basilica di Saint-Remi a Reims il 28 gennaio 893.
Carlo si recò dal re dei Franchi orientali Arnolfo di Carinzia per ottenere il suo aiuto, ma anche se Arnolfo si era espresso a favore di Carlo in quanto membro della dinastia carolingia preferì rimanere neutrale quando si rese conto che Oddone si preparava ad attaccare il suo regno, questo secondo Reginone. Gli anni seguenti furono teatro di una guerra poco cruenta tra i due contendenti, terminata nell'897 con la sconfitta di Carlo che dovette riconoscersi ribelle pentito.
Oddone dopo averlo perdonato gli cedette parte del territorio sotto la sua giurisdizione e riconobbe il carolingio Carlo come suo successore. Oddone, secondo gli Annales Prumienses Brevissimi, morì il 3 gennaio 898, come confermato anche dai registri dell'abbazia reale di Saint-Denis, dove Oddone fu sepolto. Dopo la morte di Oddone i nobili rispettarono il patto dell'anno precedente e accettarono all'unanimità come re Carlo III il Semplice.

### Il regno

Regno di Carlo III il Semplice nel 915 (in rosso)

I territori realmente controllati, direttamente o indirettamente dai re dei Franchi occidentali, all'inizio del X secolo.

Carlo succedette al trono del padre circa diciannove anni dopo la sua morte, ma a seguito delle fasi di incertezza nella successione avvenute in quegli anni egli si trovava con un potere effettivo molto inferiore: poteva infatti governare direttamente su una zona di territorio attorno alla città di Laon poiché i grandi feudatari del suo regno erano sostanzialmente autonomi. Tra questi si annoverano: il duca di Borgogna Riccardo detto il Giustiziere, il conte delle Fiandre Baldovino II, il conte di Parigi e marchese di Neustria Roberto (fratello del re Oddone), il conte di Vermandois Erberto I e infine suo figlio Erberto II.
Nei primi anni di regno Carlo dovette fare fronte alle incursioni dei Normanni fino al 911 quando venne a patti con Rollone lo jarl dei Normanni che era stato in precedenza respinto da Parigi e che in quel momento assediava Chartres. Con il trattato di Saint-Clair-sur-Epte Carlo gli cedette parte della Neustria corrispondente alle contee di Rouen, Lisieux, Évreux e la porzione di territorio tra i fiumi Epte (un affluente di destra della Senna), Bresle e il mare come feudo (la futura Normandia). Rollone in cambio fece atto di sottomissione, acconsenti a convertirsi al Cristianesimo e si impegnò a impedire i saccheggi di altre bande vichinghe.
Carlo aveva manifestato un interesse verso la Lotaringia già all'inizio del suo regno, nell'898 invase il regno dei Franchi orientali, arrivando sino ad Aquisgrana, ma la reazione del re di Lotaringia Sventiboldo lo costrinse a ritirarsi. Lo scopo era quello di allargare i confini del suo regno sino alla riva sinistra del Reno per avere un maggior potere effettivo. L'occasione gli venne fornita all'inizio dell'autunno del 911 dalla morte senza eredi del re di Franchi orientali (re di Germania) Ludovico IV, successo al fratellastro Sventiboldo come re di Lotaringia. Come re di Germania fu eletto Corrado I di Franconia, egli non incontrava molte simpatie tra le più influenti famiglie di Lotaringia che già a novembre avevano eletto loro re Carlo III, che avendo sancito la pace con i Normanni al confine occidentale, poté occupare il regno di Lotaringia e insediarsi dal 1º gennaio 912.
A seguito della sua incoronazione sul trono di Lotaringia, i territori su cui regnava nominalmente Carlo erano quelli della Francia attuali (infatti usava i titoli di Rex Francorum o Rex Franciae) esclusi il regno di Borgogna e il regno di Provenza (il futuro regno di Arles, dopo l'unificazione) e il regno di Bretagna che erano ormai indipendenti, mentre il ducato di Aquitania, già con Guglielmo I e la Normandia, con Rollone erano entità abbastanza autonome.
Carlo in Lorena si trovava a suo agio e la difese strenuamente dagli attacchi di Corrado I di Franconia, che secondo la storico francese Christian Settipani furono tre. Nel 921 costrinse il suo successore, Enrico I di Sassonia, a riconoscerlo come re di Lotaringia. Le simpatie di Carlo per i lorenesi si manifestavano anche nelle nomine amministrative: nel 914 nominò suo notaio-cancelliere Gozzelino, che ricoprì la carica fino al 919 (poi, nel 922, Carlo nominò Gozzelino vescovo di Toul). Era divenuto suo consigliere privato un lorenese dalle umili origini di nome Hagano che secondo Rosamond McKitterick era un suo parente da parte di madre che aveva ottenuto favoreggiamenti e benefici da parte del re. La questione aveva portato all'esasperazione la nobiltà neustriana, che si ribellò apertamente sotto la guida del conte di Parigi, Roberto, che costrinse Carlo III a rifugiarsi in Lorena. Rientrato in Neustria, dopo alcuni mesi, Carlo premiò Hagano donandogli il monastero di Chelles. La nuova ribellione portò alla deposizione di Carlo III; infatti il 22 giugno 922 Roberto fu acclamato re e il 30 giugno, secondo il cronista Flodoardo, fu incoronato re a Reims dall'arcivescovo di Sens Gualtiero nella chiesa di San Remigio.
Carlo si rifugiò in Lotaringia dove si riorganizzò e riunì il suo esercito composto prevalentemente da lorenesi e, ancora secondo Flodoardo, si mosse contro Roberto. Attraversata la Mosa si avvicinò a Soissons dove il 15 giugno del 923 i due eserciti si scontrarono. l Neustriani ebbero la meglio e Carlo III dovette fuggire per rientrare in Lotaringia, ma Roberto perse la vita, secondo una leggenda Roberto cadde in duello per mano dello stesso Carlo III.
Dopo la morte di Roberto i Neustriani elessero re il genero di Roberto: il Duca di Borgogna Rodolfo, che fu incoronato a Soissons, il 13 luglio.
Carlo era sconfitto ma poteva contare sulla fedeltà dei lorenesi e sulla lealtà dei Normanni di Rollone, ma purtroppo cadde nel tranello (raccontato nei dettagli da Rodolfo il Glabro) tesogli dal conte di Vermandois Erberto II (era discendente di Carlo Magno) che gli fece credere di essere passato dalla sua parte e lo invitò ad un incontro dove lo fece prigioniero e lo imprigionò, prima a Château-Thierry e poi dal 924 nel castello di Péronne, dove rimase per il resto della sua vita. Nel 927 Erberto di Vermandois si ribellò a Rodolfo e fece uscire Carlo dalla prigione e fece in modo, secondo i Flodoardi Annales, che Guglielmo detto Lungaspada associato dal padre Rollone nel titolo di duca di Normandia rendesse onore a Carlo nel castello d'Eu e lo portò a Reims, dove perorò la causa di Carlo contro Rodolfo.
Lo scopo di Erberto II era quello di allargare i suoi domini e, quando capì che non avrebbe potuto impossessarsi di Laon, rinchiuse nuovamente Carlo in prigione.
Secondo il vescovo e cronista Tietmaro di Merseburgo Carlo promise ad Enrico I di Sassonia, carolingio da parte materna, che gli avrebbe ceduto il regno di Lotaringia se lo avesse liberato. ciò tuttavia non avvenne perché Enrico I dopo che Carlo era stato imprigionato si era riannesso la Lotaringia e Carlo III così morì il 7 ottobre 929 in prigione a Péronne nella Somme, dove venne sepolto presso l'Abbazia di St-Fursy. Il figlio avuto dalla seconda moglie, Eadgifu, sarebbe stato incoronato re come Luigi IV di Francia sette anni dopo alla morte di Rodolfo.

## Matrimoni e discendenza
Carlo sposò in prime nozze Frederuna nell'aprile 907 ( - † 917), ella gli diede sei figlie:
- Ermetrude[3] (908/916 - ?) che sposò Goffredo († 949), conte palatino di Lotaringia;
- Frederuna[3] (908/916 - ?);
- Adele[3] (908/916 - ?) che sposò Rodolfo († 926), figlio di Hucbaldo, conte [d'Ostrevant];
- Gisella[3] (908 - dopo 916) che nel 912 fu promessa in sposa a Rollone[25];
- Rotrude[3] (908/916 - ?);
- Ildegarda[3] (908/916 - ?).

Carlo III, dopo la morte di Frederuna, tra il 918 e il 919 sposò in seconde nozze Eadgifu, figlia del re del Wessex Edoardo il vecchio considerato anche uno dei primi re che riunì sotto il suo scettro tutti gli Anglosassoni e della sua seconda moglie Elfleda, come riferisce Guglielmo di Malmesbury nelle sue cronache ( † 920), figlia del conte (Ealdorman of Wiltshire) Etelelmo ( † 897) e della moglie Elswita, di cui non si conoscono gli ascendenti; Eadgifu a Carlo diede un figlio:
- Luigi[3] (920-954), re di Francia.

Da alcune amanti di cui non si conoscono né i nomi né gli ascendenti Carlo ebbe quattro figli:
- Arnolfo[3];
- Drogone[3];
- Rorico[3] (?-976), dal 949 vescovo di Laon;
- Alpais[3], che sposò Erleboldo, conte di Castres.

## Ascendenza
|                      |                      |                        | Genitori              |  |  | Nonni |  |  | Bisnonni        |  |  | Trisnonni   |  |
|                      |                      |                        |                       |  |  |       |  |  | Ludovico il Pio |  |  | Carlo Magno |  |
|                      |                      |                        |                       |  |  |       |  |  | Ludovico il Pio |  |  | Carlo Magno |  |
|                      |                      | Hildegard              |                       |  |  |       |  |  | Ludovico il Pio |  |  |             |  |
| Carlo il Calvo       |                      |                        |                       |  |  |       |  |  | Ludovico il Pio |  |  |             |  |
|                      |                      | Giuditta di Baviera    | Guelfo I              |  |  |       |  |  |                 |  |  |             |  |
|                      |                      | Giuditta di Baviera    | Guelfo I              |  |  |       |  |  |                 |  |  |             |  |
|                      |                      | Giuditta di Baviera    | Hedwig di Baviera     |  |  |       |  |  |                 |  |  |             |  |
| Luigi II di Francia  |                      | Giuditta di Baviera    |                       |  |  |       |  |  |                 |  |  |             |  |
|                      |                      | Oddone d'Orléans       | Adrian d'Orléans      |  |  |       |  |  |                 |  |  |             |  |
|                      |                      | Oddone d'Orléans       | Adrian d'Orléans      |  |  |       |  |  |                 |  |  |             |  |
|                      |                      | Oddone d'Orléans       | Waldrada d'Orléans    |  |  |       |  |  |                 |  |  |             |  |
| Ermentrude d'Orléans |                      | Oddone d'Orléans       |                       |  |  |       |  |  |                 |  |  |             |  |
|                      |                      | Engeltrude di Fézensac | Leotardo II di Parigi |  |  |       |  |  |                 |  |  |             |  |
|                      |                      | Engeltrude di Fézensac | Leotardo II di Parigi |  |  |       |  |  |                 |  |  |             |  |
|                      |                      | Engeltrude di Fézensac | Grimilde              |  |  |       |  |  |                 |  |  |             |  |
| Carlo III di Francia |                      | Engeltrude di Fézensac |                       |  |  |       |  |  |                 |  |  |             |  |
|                      | Wolfhard di Flavigny | …                      |                       |  |  |       |  |  |                 |  |  |             |  |
|                      | Wolfhard di Flavigny | …                      |                       |  |  |       |  |  |                 |  |  |             |  |
|                      | Wolfhard di Flavigny | …                      |                       |  |  |       |  |  |                 |  |  |             |  |
| Adalardo di Parigi   | Wolfhard di Flavigny |                        |                       |  |  |       |  |  |                 |  |  |             |  |
|                      |                      | Susanna di Parigi      | …                     |  |  |       |  |  |                 |  |  |             |  |
|                      |                      | Susanna di Parigi      | …                     |  |  |       |  |  |                 |  |  |             |  |
|                      |                      | Susanna di Parigi      | …                     |  |  |       |  |  |                 |  |  |             |  |
| Adelaide del Friuli  |                      | Susanna di Parigi      |                       |  |  |       |  |  |                 |  |  |             |  |
|                      |                      | …                      | …                     |  |  |       |  |  |                 |  |  |             |  |
|                      |                      | …                      | …                     |  |  |       |  |  |                 |  |  |             |  |
|                      |                      | …                      | …                     |  |  |       |  |  |                 |  |  |             |  |
| …                    |                      | …                      |                       |  |  |       |  |  |                 |  |  |             |  |
|                      |                      | …                      | …                     |  |  |       |  |  |                 |  |  |             |  |
|                      |                      | …                      | …                     |  |  |       |  |  |                 |  |  |             |  |
|                      |                      | …                      | …                     |  |  |       |  |  |                 |  |  |             |  |
|                      |                      | …                      |                       |  |  |       |  |  |                 |  |  |             |  |

### Fonti primarie
- (LA)  Monumenta Germaniae Historica, Scriptores, tomus IX.
- (LA)  Monumenta Germaniae Historica, Scriptores, tomus I.
- (LA)  Annales Bertiniani.
- (LA)  Monumenta Germaniae Historica, Scriptores, tomus V.
- (LA)  Ademarus Engolismensis, Historiarum Libri Tres.
- (LA)  Monumenta Germaniae Historica, Scriptores, tomus XV.2.
- (LA)  Monumenta Germaniae Historica, Scriptores, tomus III.
- (LA)  Rodulfus Glaber Cluniacensis: Historiarum Sui Temporis Libri Quinque.
- (LA)  Monumenta Germaniae Historica, Nova Series, tomus IX.
- (LA)  Rerum Gallicarum et Francicarum Scriptores, tomus IX.
- (LA)  Monumenta Germaniae Historica, Scriptore, tomus VI.
- (EN)  William of Malmesbury The History of the kings of England.

### Letteratura storiografica
- René Poupardin, I regni carolingi (840-918), in «Storia del mondo medievale», vol. II, 1979, pp. 583–635
- Louis Halphen, Francia: gli ultimi carolingi e l'ascesa di Ugo Capeto (888-987), in «Storia del mondo medievale», vol. II, 1979, pp. 635–661
- Allen Mayer, I vichinghi, in «Storia del mondo medievale», vol. II, 1979, pp. 734–769
- (FR)  Alfred Richard, Histoire des Comtes de Poitou, tome I,.